# Szkoła czołgowa Kama
Szkoła czołgowa Kama (niem. Panzerschule Kama) – tajna szkoła dla dowódców i załóg czołgów zorganizowana i finansowana przez niemiecką armię w Kazaniu na obszarze ZSRR. Szkoła i poligon działały od 1929 do 1933

## Tło historyczne
Traktat wersalski zabraniał Republice Weimarskiej posiadania broni pancernej, chemicznej oraz lotnictwa, jak również prowadzenia badań w tych kierunkach. W tej sytuacji dowództwo armii wkrótce po zakończeniu I wojny światowej poszukiwało alternatywnych możliwości prac nad rozwojem Panzerwaffe i Luftwaffe. Oprócz obiektu Kama, niemieckie dowództwo prowadziło też Szkołę Pilotów Wojskowych w Lipiecku (1926-1933) oraz ośrodek testów broni chemicznej – Gas-Testgelände Tomka (1928–1931).
W podpisanym 28 czerwca 1919 traktacie wersalskim, państwa Ententy zabroniły Niemcom m.in. posiadania jakichkolwiek wojsk pancernych i lotniczych. W 1922 pokonane Niemcy podpisały ze Związkiem Sowieckim układ w Rapallo, normalizujący wzajemne stosunki. Obydwa państwa w tamtym okresie znajdowały się w izolacji – Niemcy ze względu na spowodowanie wybuchu I wojny światowej, a Rosja sowiecka z uwagi na rozwijający się w niej komunizm.
Początkowo Niemcy nie zamierzały łamać postanowień traktatu wersalskiego. W 1923, po francusko-belgijskiej okupacji Zagłębia Ruhry spowodowanej zaprzestaniem spłat kontrybucji nałożonych na Republikę Weimarską, do głosu doszli zwolennicy militaryzacji. W grudniu 1926 podpisano umowę niemiecko-sowiecką w sprawie założenia niemieckiej szkoły pancernej na sowieckim terytorium. Została ona uruchomiona w 1929 r.

## Szkoła
W wyniku prowadzonych przez niemieckich wojskowych intensywnych poszukiwaniach rozległego terenu na obszarze Rosji celem zorganizowania tam poligonu doświadczalnego dla rozwoju zabronionej traktatem wersalskim niemieckiej broni pancernej, dowódca tego przedsięwzięcia, oberstleutnant Wilhelm Malbrandt, wraz z sowieckimi partnerami wytypował obiekt w Kazaniu nad Wołgą. Nieruchomość ta została zakupiona 1 lutego 1927 za kwotę 127 000 rubli. W skład kompleksu wchodziły obiekty szkoleniowe oraz poligon strzelniczy. Szkoła artylerii zlokalizowana była w odległości 6 km od stacji kolejowej w Kazaniu. Kryptonim projektu Kama pochodził od pierwszych liter wyrazów: Kazań i Malbrandt.
Szkoła zatrudniała w charakterze instruktorów kilkunastu oficerów, posiadała sześć ciężkich i trzy lekkie czołgi brytyjskiej produkcji, które dostarczyła strona rosyjska. Oprócz oficerów niemieckich, szkoleni byli licznie oficerowie sowieccy.
Oprócz funkcji szkoleniowej, ośrodek służył też niemieckiemu przemysłowi. Przedsiębiorstwa takie jak Krupp, Daimler i Rheinmetall testowały tu konstruowane przez siebie prototypy broni pancernej. Pojazdy tu opracowywane otrzymały później oznaczenia Panzerkampfwagen I i II.
Kontakt z ośrodkiem Kama był wyróżnieniem w niemieckiej armii. Wielu spośród oficerów tu znajdujących się: instruktorów, szkolonych, czy wizytujących ośrodek zostało później wysokimi dowódcami w Wehrmachcie czy Panzerwaffe, np. Ernst Volckheim, Werner von Blomberg, Walther Model, Wilhelm von Thoma czy Heinz Guderian. Niemieccy wojskowi przedostawali się do ośrodka najczęściej przez port w Rydze, w cywilnym przebraniu i pod fałszywymi nazwiskami. Również w czasie pobytu w ośrodku zabronione było noszenie niemieckich mundurów. Zazwyczaj ubierano się w cywilne ubrania, czasem w mundury sowieckiej armii.

## Likwidacja
Z początkiem lat 30. XX w. polityczna sytuacja się zmieniła; Związek Sowiecki nawiązał kontakty z Zachodem, podczas gdy Niemcom po konferencji w Genewie w grudniu 1932 roku Francja, Anglia, Włochy i USA przyznały równouprawnienie w zakresie zbrojeń (zawieszone po interwencjach m.in. Piłsudskiego, ale jedynie na dwa lata, do lutego 1935 roku). Dalsze utrzymywanie kosztownych tajnych ośrodków szkoleniowych poza granicami kraju przestało być Niemcom potrzebne. Po umocnieniu się nazistów w styczniu 1933 zaostrzyły się również różnice w politykach Niemiec i Związku Sowieckiego. Szkoła w Kazaniu została zamknięta pod koniec 1933 roku.

## Sukces wywiadowczy rtm. J.Sosnowskiego
W połowie lat 20. XX w. zorganizowana w Berlinie przez oficera polskiego wywiadu, rotmistrza Jerzego Sosnowskiego siatka wywiadowcza, obejmująca najwyższe kręgi Reichswehry jako pierwsza weszła w posiadanie licznych i niezbitych dowodów na szeroko zakrojoną niemiecko-radziecką zakazaną traktatowo współpracę wojskowo-techniczną. M.in. na podstawie tych informacji Rzeczpospolita Polska w latach 20 XX w. ujawniła na forum Ligi Narodów nielegalną działalność tzw. Republiki Weimarskiej, która uchylała się jako „niewypłacalna” od spłacania kontrybucji za I wojnę światową. Jednocześnie skrycie przeznaczała ogromne pieniądze na rozwój ofensywnych, zabronionych traktatem wersalskim broni: pancernej, lotniczej oraz chemicznej.

## Następstwa przedsięwzięcia
Niemcy dzięki szkoleniu się w ZSRR zbudowały zdolności wojsk pancernych, które w przyszłości przyczyniły się do wielu sukcesów wojennych.